# Paulianiobia
Paulianiobia är ett släkte av insekter. Paulianiobia ingår i familjen gräshoppor.
Kladogram enligt Catalogue of Life:
| Paulianiobia | \| \| Paulianiobia hirsuta \| \| \| \| \| \| Paulianiobia indica \| \| \| \| |
|              | \| \| Paulianiobia hirsuta \| \| \| \| \| \| Paulianiobia indica \| \| \| \| |
|              | Paulianiobia hirsuta                                                         |
|              |                                                                              |
|              | Paulianiobia indica                                                          |
|              |                                                                              |